# Corydalis fimbrillifera
Corydalis fimbrillifera är en vallmoväxtart som beskrevs av Sergei Ivanovitsch Korshinsky. Corydalis fimbrillifera ingår i släktet nunneörter, och familjen vallmoväxter. Inga underarter finns listade i Catalogue of Life.